# Chesneya hissarica
Chesneya hissarica är en ärtväxtart som beskrevs av Antonina Georgievna Borissova. Chesneya hissarica ingår i släktet Chesneya och familjen ärtväxter. Inga underarter finns listade i Catalogue of Life.